# Сдружение на възрожденските градове
Сдружението на възрожденските градове и общности „Възраждане 21 век“ е неправителствена организация, поставила си за цел за съхраняването на националната идентичност и българския дух в развитието на българското общество.
Сдружение на възрожденските градове е основано в град Панагюрище през 1998 г. във връзка с Деня на народните будители. То издава наградата „Оборище“, ккато предложението за учредяването и е на Общобългарския комитет „Васил Левски“. Първият културен институт, удостоен с нея е Софийският университет „Климент Охридски“, а първият награден културен деец е изкуствоведа Петър Увалиев (1999 посмъртно).
Наградата „Оборище“ се присъжда от Сдружението за принос в утвърждаването на националната идентичност. Церемонията по връчването и се извършва на 2 май пред паметника на Първото народно събрание в местността Оборище. Наградата представлява специално израборена за целта статуетка.

## Членове
| Община Брацигово  |
| Община Елена      |
| Община Етрополе   |
| Община Панагюрище |
| Община Севлиево   |
| Община Свищов     |

## Носители на награда „Оборище“
| Име                  | Година на връчване |
| -------------------- | ------------------ |
| Петър Увалиев        | 1999               |
| Николай Генчев       | 2000               |
| Дойно Дойнов         | 2002               |
| Теофил Теофилов      | 2007               |
| Марко Мечев          | 2007               |
| Велислава Дърева     | 2008               |
| Лъчезар Цоцорков     | 2011               |
| Михаил Кръстев       | 2011               |
| Антон Дончев         | 2011               |
| Марко Семов          | 2011               |
| Софийски университет | 2013               |
| Константин Косев     | 2014               |
| Стефан Воденичаров   | 2015               |
| Иван Стоянов         | 2016               |
| Не се връчва         | 2017               |